# João I da Suécia
João I (1201 – 10 de março de 1222) - conhecido como Johan Sverkersson -  foi o rei da Suécia de 1216 até sua morte em 1222.                                                                                          Era filho do rei Suérquero II (Sverker II Karlsson) e de sua esposa Ingegerda de Bjelbo.                                                                                                                                                                                                                              

Foi eleito rei da Suécia em 1216, provavelmente graças à influência da poderosa família da sua mãe, e foi coroado em 1219 em Linköping.
Foi o último rei da Casa de Suérquero (Sverkerska ätten), visto o jovem monarca ser solteiro e não ter filhos para o suceder.

Na Lista dos reis da Suécia (Kungalängden), está mencionado como um rei bastante jovem e benévolo.

O décimo oitavo foi o rei Ion, filho de Sverker, jovem e de muito boa índole. Foi rei durante três Invernos e morreu na sua cama em Visingsö. Toda a Suécia chorou muito a sua morte, porque ele já não estava vivo. E em Alvastra jaz, e que Deus receba a sua alma.

Kungalängden (escrita por volta de 1240 pelo ”Padre de Vidhem” e anexada à Lei da Västergötland; conservada no manuscrito KB B 59 da Biblioteca Nacional da Suécia

Quando foi eleito rei, provavelmente era menor de idade e teve que ser tutorado até 1219, data em que alcançou a maioridade. Durante seu curto governo, o rei empreendeu uma expedição militar à Estônia - no âmbito das Cruzadas Bálticas, apesar de já haver um bispo alemão na região, assim como uma presença militar alemã e dinamarquesa. Os Suecos entraram em combate em 8 de agosto de 1220 com os estonianos, tendo o rei regressado à Suécia. Esta tentativa de conquista, deparou com a resistência dos Estonianos, dos Alemães e dos Dinamarqueses, tendo acabado num massacre total dos Suecos.
A Igreja Católica manteve boas relações com João, até quando o papa havia revelado que preferia Érico Eriksson para ocupar o trono. Durante seu reinado, ratificaram-se e aumentaram os privilégios das instituições eclesiásticas na Suécia.
João faleceu, devido a doença, na Ilha de Visingö, no Lago Veter, quando apenas contava com vinte e um anos. Foi sepultado no Convento de Alvastra. Foi o último rei da Casa de Suérquero (Sverkerska ätten).